# Kyūkyoku!! Hentai Kamen
El Último Pervertido Enmascarado (究極!!変態仮面 Kyūkyoku!! Hentai Kamen?) es un manga, surgido originalmente en la revista Shōnen Jump entre 1992 y 1993, creado por Keishuu Ando. El manga cuenta con 52 capítulos recopilados en 6 tomos que fueron publicados entre los años 1992 y 1993, en los cuales se relata la historia de un joven artista marcial que se transforma en un héroe extraño de la justicia mediante el uso de un par de bragas en la cabeza.
En 2013 se estrenó una película rodada en imagen real y basada en este manga.

## también puedes ver
- Manga
- Keishuu Ando

- Datos: Q2577837
- Multimedia: Kyūkyoku!! Hentai Kamen / Q2577837